# Poupine et Thierry
Pistes de Ah bah ouais mais bon
Taxis Funky Bandits
Pistes de Le Best Of
Pourquoi 
 (2002) Géraldine 
 (1997)
Poupine et Thierry est une chanson du groupe de musique les Wriggles. Neuvième titre de l'album Ah bah ouais mais bon et comptant dans la compilation Le Best Of, elle apparaît également dans les DVD du groupe Les Wriggles à la Cigale et Acte V au Trianon. Poupine et Thierry est l'une des chansons les plus populaires des Wriggles. 

## La chanson

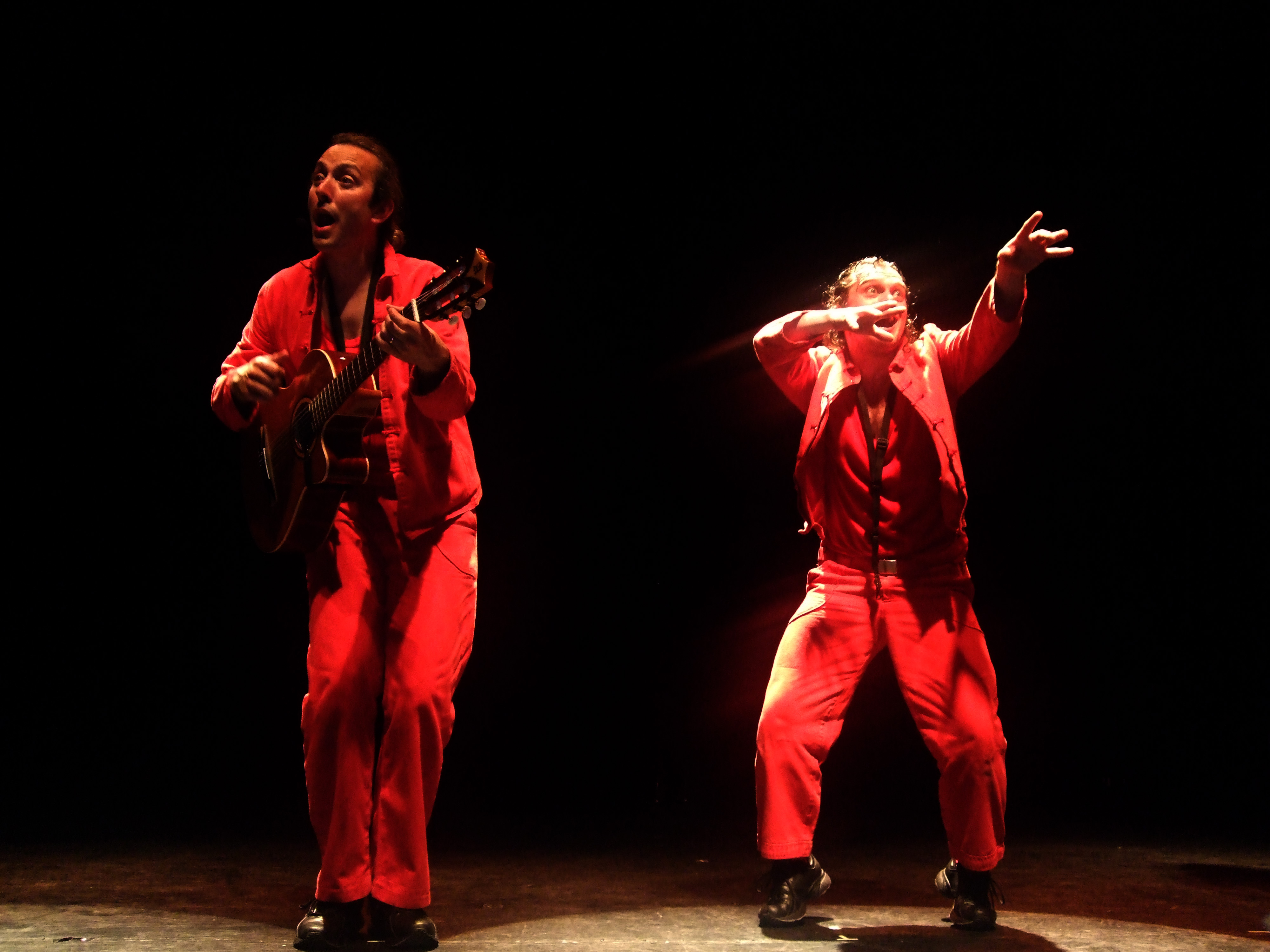
Les Wriggles chantent Poupine et Thierry à Clermont-Ferrand le 29 avril 2009.

Petite histoire chantée, Poupine et Thierry relate alternativement les faits et gestes de Poupine le lapin et de Thierry le chasseur. Elle est devenue un incontournable d'une représentation des Wriggles. La chanson, menée à la guitare par Frédéric Volovitch s'appuie sur huit jeux de mots redondants avec le mot con soulignés par des temps morts et, sur scène, par des mimiques et une gestuelle communes ou propres à chaque membre du groupe. La chanson est interprétée dans son intégralité par chacun des cinq, et plus tard des trois Wriggles.
Dès 2004, le public scande le morceau avec les Wriggles en répétant il est con pendant les temps morts des six premiers jeux de mots.
Poupine et Thierry est la seule chanson des Wriggles à ne subir aucun changement après la dislocation du groupe. On comptera seulement les mimiques communes qui deviennent favorisées par rapport aux particulières.

## Message
Cette chanson adopte un double message, en effet, elle se moque des chasseurs mais transmet un message de tolérance, notamment envers les personnes ensemble mais provenant de milieux très différents.[réf. nécessaire]

### Chasseurs
Les chasseurs y sont présentés comme des gens "cons" (Thierry le chasseur est comme tous les chasseurs, il est con  [temps mort] -tent d'aller chasser.), aux idées proches de celles de la droite, voire de l'extrême droite (comme le traditionalisme), et plus généralement de celles du parti Chasse, pêche, nature et traditions. (Il [Thierry] est convoqué au commando spécial de son parti, pour aller jeter des œufs pourris sur les congressistes écolos.)

### Tolérance
Cette chanson diffuse également un message de tolérance, notamment envers les personnes différentes par leur orientation sexuelle. En effet, Poupine, le lapin, entretient une liaison avec Poupinette, qui est une belette, ce à quoi les parents s'opposent (et qui fait bondir « Bernadette, la vieille chouette »), à cause de leur différence. Cette situation peut-être rapprochée de celle des jeunes ensemble mais provenant de milieux très différents rejetés par leur famille, ou leurs amis à cause de ses différences.[réf. nécessaire]

## Distribution

### 2002-2006
- Guitare : Frédéric Volovitch
- Voix : Christophe Gendreau, Stéphane Gourdon, Antoine Réjasse, Frédéric Volovitch et Franck Zerbib

### Depuis 2007
- Guitare : Frédéric Volovitch
- Voix : Christophe Gendreau, Stéphane Gourdon et Frédéric Volovitch

## Rôles

### 2002-2006
- Les narrateurs : Christophe Gendreau, Stéphane Gourdon, Antoine Réjasse, Frédéric Volovitch et Franck Zerbib

### Depuis 2007
- Les narrateurs : Christophe Gendreau, Stéphane Gourdon et Frédéric Volovitch